# Krieczet (1899)
Krieczet (Кречет) – rosyjski niszczyciel z przełomu XIX i XX wieku, jedna z 27 jednostek typu Sokoł. Okręt został zwodowany 1 października 1899 roku w stoczni Crichton w Turku, a do służby w Marynarce Wojennej Imperium Rosyjskiego wszedł w lipcu 1900 roku, z przydziałem do Floty Bałtyckiej. W 1902 roku nazwę jednostki zmieniono na „Pyłkij”. Okręt wycofano ze służby w 1911 roku i przeznaczono na pływający magazyn paliwa, a następnie złomowano.

## Projekt i budowa
„Krieczet” był jednym z pierwszych niszczycieli typu Sokoł, który został wykonany przez rodzimy przemysł okrętowy na wzór zbudowanego w Wielkiej Brytanii prototypu – „Sokoła”. Jednostka z racji niewielkiej wyporności bardziej odpowiadała klasie torpedowców.
Okręt zbudowany został w stoczni Crichton w Turku. Stępkę niszczyciela położono w 1897 roku, został zwodowany 1 października 1899 roku, a do służby w Marynarce Wojennej Rosji przyjęto go w lipcu 1900 roku.

## Dane taktyczno-techniczne
Okręt był niewielkim, czterokominowym niszczycielem z taranowym dziobem. Długość całkowita wykonanego ze stali niklowej kadłuba wynosiła 57,91 metra, szerokość 5,64 metra i zanurzenie 2,29 metra. Wyporność normalna wynosiła 220 ton, a pełna 240 ton. Okręt napędzany był przez dwie maszyny parowe potrójnego rozprężania o mocy 3800 KM, do których parę dostarczało osiem kotłów Yarrow. Dwuśrubowy układ napędowy pozwalał osiągnąć prędkość 26,5-27,5 węzła. Okręt mógł zabrać zapas węgla o masie 58-80 ton, co zapewniało zasięg wynoszący od 450 do 660 Mm przy prędkości 13 węzłów.
Okręt wyposażony był w dwie pojedyncze wyrzutnie torped kalibru 381 mm, umieszczone na rufie, z zapasem sześciu torped. Uzbrojenie artyleryjskie stanowiły: pojedyncze działo jedenastofuntowe kal. 75 mm Canet L/48, umieszczone na platformie nad pomostem bojowym oraz trzy pojedyncze działa kal. 47 mm Hotchkiss M1885 L/40 na śródokręciu (dwa za przednim kominem i jedno między dwoma kominami rufowymi).
Załoga okrętu liczyła od 51 do 58 oficerów, podoficerów i marynarzy.

## Służba
Niszczyciel wszedł w skład Floty Bałtyckiej. W marcu 1902 roku nazwę okrętu zmieniono na „Pyłkij” („Пылкий”). Jednostka została wycofana ze służby w sierpniu 1911 roku i przeznaczona na pływający magazyn paliwa, a następnie złomowana.